# Sabana arbrada de miombo oriental
La sabana arbraada de miombo oriental és una ecoregió de la zona afrotròpica, definida per WWF, que s'estén entre Tanzània, Moçambic i Malawi.

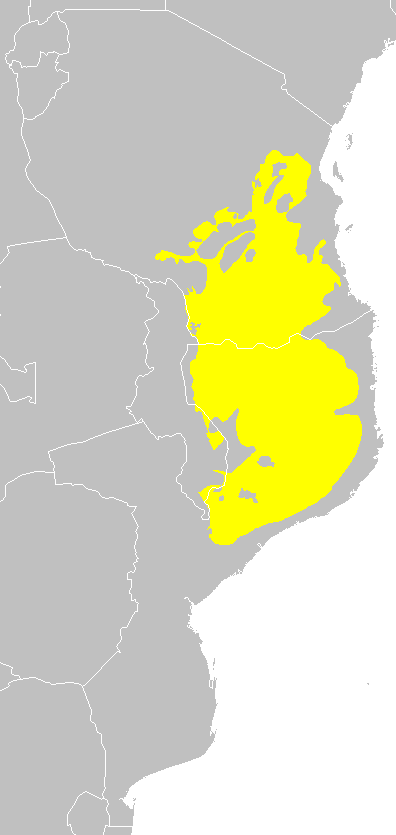
Sabana arbrada de miombo oriental

Forma part de la regió denominada sabana arbrada de miombo central i oriental, inclosa en la llista Global 200.

## Descripció
És una ecoregió de sabana que cobreix una àrea de 483.900 quilòmetres quadrats entre el sud de Tanzània, el nord de Moçambic i el sud-est de Malawi, entre els 200 i els 800 o 900 metres d'altitud.
Limita al nord-oest amb la selva de l'Arc Oriental del Rift i la sabana arbustiva de Tanzània, al nord-est amb la selva mosaic costanera de Zanzíbar Nord-Inhambane, a l'est amb la selva mosaic costanera de Zanzíbar Sud-Inhambane, a l'oest amb el mosaic montano de prada i selva del Rift meridional i el llac Malawi, al sud-oest amb la prada inundada del Zambeze, el mosaic muntanyenc de selva i prada de Malawi meridional i la sabana arbrlada de mopane del Zambeze, i al sud amb la sabana costanera inundada del Zambeze.

## Flora
La vegetació de miombo està adaptada a la sequedat del clima i a la pobresa dels sòls. Les espècies arbòries dominants són Brachystegia spiciformis, Brachystegia boehmii, Brachystegia allenii i Julbernardia globiflora.

## Fauna
L'ecoregió alberga les que possiblement són les majors poblacions d'elefant africà (Loxodonta africana) i licaó (Lycaon pictus) del continent.

## Endemismes
Només es coneixen dues espècies endèmiques de rèptils: el camaleó Chamaeleo tornieri i el llangardaix Playsaurus maculatus.

## Estat de conservació
Relativament estable / Intacta.
A causa de la presència de la mosca tsetsé i la guerra civil de Moçambic, la població humana és escassa, però està augmentant.

## Protecció
- Reserva de caça Selous, a Tanzània, declarada Patrimoni de la Humanitat per la Unesco.
- Parc Nacional de Mikumi i Vedat de Caça del Valle de Kilombero, adjacents a l'anterior.
- Reserva de Caça de Niassa, a Moçambic, fronterera amb Tanzània.
- Reserva de Caça de Gile, a Moçambic.